# Dajr al-Balah (muhafaza)
Dajr al-Balah (arab. ‏البلح دير‎, Dayr al-Balaḩ) – muhafaza Palestyny. Leży w środkowej części Strefy Gazy. Od północnego wschodu sąsiaduje z Gazą, od południowego zachodu z Chan Junus, a od północnego zachodu ma dostęp do Morza Śródziemnego. Od południowego wschodu graniczy z izraelskim Dystryktem Południowym. Ma powierzchnię 58 km² i jest najmniejszą jednostką administracyjną kraju. Według danych Palestyńskiego Centralnego Biura Statystycznego na rok 2007 zamieszkało ją 205 534 osób, co stanowiło 5,5% ludności Palestyny. Znajdowało się tu wtedy 32 083 gospodarstw domowych. Do 2015 roku liczba ludności wzrosła do 264 455, a gęstość zaludnienia wynosiła 4 560 os./km². Jest to trzecia najgęściej zaludniona muhafaza Palestyny. 

## Miejscowości
- Al-Musaddar
- Az-Zawajda
- Dajr al-Balah
- Wadi as-Salka